# 유열 (악양목후)
유열(劉說, ? ~ ?)은 전한 후기의 제후로, 조경왕의 아들이다.

## 행적
지절 2년(기원전 68년), 악양후(樂陽侯)에 봉해졌다. 시호를 목(繆)이라 하였고, 아들 유종이 작위를 이었다.

## 출전
- 반고, 《한서》 권15하 왕자후표 下

| 선대 (첫 봉건) | 전한의 악양후 기원전 68년 4월 계묘일 ~ ? | 후대 아들 악양효후 유종 |